# مکانیک سنگ
مکانیک سنگ (به انگلیسی: Rock mechanics) رشته‌ای از علوم مهندسی است که در آن چگونگی رفتار سنگ در برابر عوامل بیرونی و درونی و تغییرات آنها مورد بحث قرار می‌گیرد.
مکانیک سنگ زیر مجموعه ای از علم مکانیک، زیر شاخه ای از علم مهندسی ژئوتکنیک و علم مطالعه اثر نیروها به روی سنگ‌هاست.
رشته مهندسی مکانیک سنگ به‌طور ویژه به بحث رفتار سنگ در موقعیت‌های مختلف سازه‌ای می‌پردازد. در این رشته طراحی، ساخت، اجرا، و نظارت بر سازه‌هایی که به نحوی با سنگ و ساختار سنگی زمین سروکار دارد آموزش داده می‌شود. مهندسین مکانیک سنگ با دانش ریاضیات مهندسی برای طراحی و تحلیل و تسلط کامل به مباحث زمین شناختی و ساختار سنگی محیط، مجری و مشاور انجام پروژه های ژئوتکنیکی در تمامی مراحل طراحی، ساخت و پایداری سازه های سنگی میباشند.
مهمترین هدف مکانیک سنگ گردآوری آن دسته از اطلاعاتی است که با آن‌ها بتوان سازه‌های مهندسی را در داخل یا به روی سنگ‌ها به نحو پایداری طراحی و بنا کرد.
برخی از تخصص های مهندسین این رشته:
_تحلیل پایداری و طراحی روش های پایدارسازی شیروانی های سنگی و خاکی
_طراحی  بهسازی،  پایدارسازی  و مسلح‌سازی خاک، سنگ و سازه‌های نگهبان
_تحلیل پایداری و طراحی سیستم نگهدارنده انواع تونل (مترو، راه، راه آهن، انتقال آب)
_تعیین خصوصیات رفتاری محیط های خاکی و سنگی و ارائه پارامترهای ژئومکانیکی برای پروژه های عمرانی و معدنی
_انجام آزمون‌های آزمایشگاهی برروی مصالح خاک، سنگ و بتن
_ارائه نتایج حاصل از مراحل مختلف صحرایی و آزمایشگاهی مطالعات ژئوتکنیک
_بررسی های ژئوتکنیک ساختگاهها
_مطالعات، طبقه بندی مهندسی و بررسی خصوصیات ژئومکانیکی سازه های سنگی و خاکی
_مطالعات منابع قرضه و مصالح ساختمانی پروژه های عمرانی
_بررسیها و مطالعات میدانی مکانیک خاک و سنگ پروژه های عمرانی و معدنی
_ژئومکانیک نفت، ازدیاد برداشت، پارامترهای مکانیک سنگی مخزن و تحلیل پایداری چاه نفت
می باشد.

## نام
مکانیک سنگ (Rock Mechanics) از دو واژه Rock به معنی سنگ و Mechanics به معنی مکانیک گرفته شده‌است.
نام های دیگر علم مهندسی مکانیک سنگ:
مکانیک سنگ، شاخه ای از علم وسیع تر
الف) مهندسی ژئوتکنیک
ب) مهندسی ژئومکانیک
می باشد.

## کاربرد
مباحث مربوط به مکانیک سنگ در رشته‌های مهندسی معدن، ژئوفیزیک، زمین‌شناسی ساختاری و مهندسی عمران مورد استفاده قرار می‌گیرد:
الف) وزارت صنعت، معدن و تجارت:حفاری و استخراج معادن، نگهداری و پایدارسازی ترانشه‌ها
ب) وزارت راه و شهرسازی:پل‌سازی - تونل سازی (مترو، راه، راه‌آهن) - پایدار سازی شیروانی‌ها - اسکله‌های سنگین - مسیرهای حمل و نقل مانند بزرگراه، خط آهن، کانال و خط لوله - سازه‌های زیر زمینی، سازه‌های بلند و نیز سازه‌های ساخته شده بر روی بلندی - مهندسی پی
ج) وزارت نیرو: سدسازی، نیروگاه‌ها و تونل‌های تحت فشار، تونل های انتقال و انحراف آب، انرژی اتمی
د) وزارت نفت: مخازن زیر زمینی، حفاری زیر آب دریا و ساخت پایانه‌های نفتی
تقریباً در تمامی پروژه‌های کوچک و بزرگ عمرانی و معدنی استفاده از گمانه‌زنی، آزمایش‌های در محل و آزمایش‌های آزمایشگاهی نیاز می‌باشد، در همین راستا فارغ التحصیلان این گرایش می‌توانند در شرکتهای مشاور، آزمایشگاه‌های مکانیک خاک و سنگ و دفاتر فنی شرکتهای پیمانکاری و یا در کارهای اجرایی مشغول به کار شوند. به طور کلی می‌توان گفت دانش‌آموختگان این دوره زمینه فنی کافی برای کار در آزمایشگاه‌های مکانیک خاک و سنگ و تحقیقات صحرائی ژئوتکنیکی، پروژه‌های سدسازی، پروژه‌های زیست محیطی، پایدارسازی شیروانی‌ها، دیوارهای حائل، طراحی شالوده در تمامی پروژه‌های عمرانی و معدنی از قبیل ساختمان‌ها و آسمان خراش‌ها، دیوارهای ساحلی، بستر راه‌ها و بزرگراه‌ها و خطوط راه‌آهن، پروژه‌های مترو و ... را دارا می‌باشند، از معروفترین مراکز و شرکتهای مرتبط با این رشته می‌توان به وزارت راه و شهرسازی، اداره کل آزمایشگاه های فنی و مکانیک خاک، شهرداری‌ها، وزارت صنعت، معدن و تجارت، وزارت نیرو، وزارت نفت و شرکت‌های دریا - خاک - پی، هندسه پارس، هگزا، خاک مسلح، سابیر و کیسون اشاره کرد.

## آموزش
در بسیاری از کشور های دنیا، مکانیک سنگ به عنوان یکی از گرایش های زیرمجموعه رشته مهندسی عمران تدریس می شود، در بعضی از کشور های دیگر نیز مکانیک سنگ به عنوان گرایشی مجزا در رشته های مختلف تحصیلی مهندسی عمران، نفت و معدن به‌ صورت جداگانه تدریس می شود، در کشور ایران مکانیک سنگ به عنوان رشته ای مجزا و به صورت کلی در مقطع کارشناسی ارشد و دکتری تخصصی تدریس میشود، از جمله دانشگاه‌های معتبر ایران که در مقطع تحصیلات تکمیلی گرایش مهندسی مکانیک سنگ را دارا می‌باشند می‌توان به دانشگاه تهران،دانشگاه صنعتی امیرکبیر،دانشگاه تربیت مدرس، دانشگاه صنعتی اصفهان،
دانشگاه صنعتی شاهرود،
دانشگاه شهید باهنر کرمان،
دانشگاه صنعتی سهند،
دانشگاه یزد دانشگاه زنجان، دانشگاه صنعتی اراک و
دانشگاه بین‌المللی امام خمینی
اشاره کرد. البته از سال تحصیلی ۱۳۹۱–۹۲ در دانشگاه تهران و دانشگاه صنعتی امیر کبیر و دانشگاه صنعتی سهند تبریز گرایش مکانیک سنگ در دوره کارشناسی نیز فعال شده‌است.
همچنین مبحث مکانیک سنگ به عنوان یکی از واحدهای درسی در دوره کارشناسی مهندسی معدن، تدریس می‌شود.
این رشته در ایران دارای انجمنی به نام انجمن مکانیک سنگ ایران می‌باشد.